# 釜山近代歴史館
釜山近代歴史館（プサンきんだいれきしかん）は、釜山広域市中区にある博物館。釜山博物館の分館の一つ。釜山港の歴史、釜山周辺における日本による統治とそれに対する抵抗運動、近代化にともなう人々の生活や都市景観の移り変わり、近代以降の韓米関係などについての展示を行っている。

## 歴史
釜山近代歴史館の建物は、1929年9月に東洋拓殖株式会社釜山支社の社屋として建設された。東洋拓殖は日本の国策会社で、朝鮮において地主経営を行っていた。日本の敗戦後、この建物は米国に接収され、1949年7月、アメリカ文化院が開設された。朝鮮戦争中、釜山に臨時首都が置かれていた際にはアメリカ大使館としても用いられている。
以上のような歴史から、朝鮮半島に対する外国勢力の支配を釜山において象徴する建築物と見なされた。1982年3月18日には釜山アメリカ文化院放火事件が発生した。1999年4月30日に韓国政府に返還され、6月には釜山市の所有となった。2003年7月3日、釜山近代歴史館として開館した。

## 博物館の概要
釜山関連の近現代の遺物200点以上を展示している。博物館は1階の映像室・情報検索コーナーと2階の第1展示室と3階の第2展示室に分かれており、第1展示室では釜山の近代開港（1876年）から植民地時代の釜山、第2展示室では日本が国策会社として設立した東洋拓殖株式会社と韓米関係について取り扱っている。また植民地時代の釜山の町並みもミニチュアで再現されている。

## 交通
- 釜山交通公社1号線中央駅・南浦駅